# Tour der New South Wales Waratahs nach Neuseeland 1925
| Tour der New South Wales Waratahs nach Neuseeland 1925 | Tour der New South Wales Waratahs nach Neuseeland 1925 | Tour der New South Wales Waratahs nach Neuseeland 1925 | Tour der New South Wales Waratahs nach Neuseeland 1925 | Tour der New South Wales Waratahs nach Neuseeland 1925 |
| Übersicht                                              | S                                                      | G                                                      | U                                                      | N                                                      |
| ------------------------------------------------------ | ------------------------------------------------------ | ------------------------------------------------------ | ------------------------------------------------------ | ------------------------------------------------------ |
| Test Matches                                           | 01                                                     | 0                                                      | 0                                                      | 1                                                      |
| Sonstige Spiele                                        | 10                                                     | 9                                                      | 0                                                      | 1                                                      |
| Gesamt                                                 | 11                                                     | 9                                                      | 0                                                      | 2                                                      |
|                                                        |                                                        |                                                        |                                                        |                                                        |
| Neuseeland                                             | 3                                                      | 0                                                      | 0                                                      | 3                                                      |

Die Tour der New South Wales Waratahs nach Neuseeland 1925 umfasste eine Reihe von Freundschaftsspielen der New South Wales Waratahs, des Auswahlteams des australischen Regionalverbandes New South Wales Rugby Union in der Sportart Rugby Union. Das Team reiste im August und September 1925 durch Neuseeland und bestritt elf Spiele. Dazu gehörte eine Begegnung mit den All Blacks, der neuseeländischen Nationalmannschaft. Die Waratahs siegten neunmal und mussten zwei Niederlagen hinnehmen.
Nach dem Ersten Weltkrieg war der Rugby-Union-Spielbetrieb in Australien zunächst nur in New South Wales wieder aufgenommen worden (viele Spieler wechselten zu Rugby League, vor allem in Queensland), sodass offizielle Test Matches der australischen Nationalmannschaft erst 1929 wieder stattfanden. 1986 sprach die Australian Rugby Union den Spielen, die die Waratahs zwischen 1920 und 1928 gegen internationale Mannschaften bestritten hatten, den Status von Test Matches zu und wertet sie seither für Australien, während die New Zealand Rugby Union diese Spiele bis heute nicht als solche anerkennt.

## Spielplan
- Hintergrundfarbe grün = Sieg
- Hintergrundfarbe rot = Niederlage

(Ergebnisse aus der Sicht der Waratahs)
| #  | Datum              | Gegner                                             | Ort              | Stadion            | Ergebnis |
| -- | ------------------ | -------------------------------------------------- | ---------------- | ------------------ | -------- |
| 01 | 22. August 1925    | Manawhenua / Wellington Rugby Football Union       | Palmerston North | Showgrounds Oval   | 20:8     |
| 02 | 26. August 1925    | Buller / West Coast Rugby Football Union           | Greymouth        | Victoria Park      | 32:14    |
| 03 | 29. August 1925    | Otago / Southland Rugby Football Union             | Dunedin          | Carisbrook         | 22:17    |
| 04 | 02. August 1925    | Canterbury / South Canterbury Rugby Football Union | Christchurch     | Lancaster Park     | 13:22    |
| 05 | 05. September 1925 | Taranaki / Wanganui Rugby Football Union           | New Plymouth     | Pukekura Park      | 13:11    |
| 06 | 09. September 1925 | Bush / Wairarapa Rugby Football Union              | Masterton        | Solway Showgrounds | 38:8     |
| 07 | 12. September 1925 | East Coast / Poverty Bay Rugby Football Union      | Gisborne         | The Oval           | 11:3     |
| 08 | 14. September 1925 | Rotorua                                            | Rotorua          | Oram Park          | 30:8     |
| 09 | 16. September 1925 | King Country / Waikato Rugby Union                 | Taumarunui       | The Domain         | 19:16    |
| 10 | 19. September 1925 | Neuseeland                                         | Auckland         | Eden Park          | 10:36    |
| 11 | 23. September 1925 | North Auckland Rugby Union                         | Whangārei        | Kensington Park    | 32:6     |

## Anmerkung
1. 1 2 3  Wird nur vom australischen Verband als Test Match anerkannt, jedoch nicht vom neuseeländischen Verband.